# エゾボラ
エゾボラ（蝦夷法螺、 Neptunea polycostata）は、北海道付近の水深約50-200mに生息する殻長約15cm（メス16cm, オス13cm）以下の巻貝である。

## 形態
貝殻は縦肋や螺肋の肩部が張り出し、殻口内部は橙色。足(吸盤)は黄色みを帯び黒い斑点がある。本属のオスのペニスは大きい。本属の貝はときおり左巻きのものが見つかる。

## 生態
肉食性。水深50-200mの深い海の底で、細い管状の口吻をつかって多毛類やホヤなどを食べて生きる。

## 利用
ツブ貝の一種として「ツブかご」で漁獲され、市場では「真つぶ」と呼ばれる。身が大きくコリコリしてとても美味い。ただし唾液腺に有毒なテトラミンを含むため、取り除いてから食用とする。

## 種として
エゾバイ科は寒冷な漸新世に発生し、日本がユーラシア大陸から分離した中新世Mioceneにエゾボラ属Neptuneaの3つの亜属が分岐したと考えられ、本種はチヂミエゾボラNeptunea constrictaと近縁である。北東大西洋にはムカシエゾボラNeptunea antiquaが生息するが、食用とはされない。更新世Pleistoceneの化石が千葉県上総層群長浜層から見つかっている。